# Burnham (banda)
Burnham é uma banda norte-americana formada por três irmãos: Forrest, Alex e Andre , todos do estado estadunidense Vermont.
Descobertos por Andy Marvel e Freddy Shehadi, os garotos conseguiram audições em várias gravadoras importantes e acabaram fechando contrato com a gravadora Island Def Jam, a mesma gravadora de Justin Bieber. 
Por causa do contrato assinado recentemente, o trio de irmãos já está abrindo os shows da turnê My World, do cantor canadense. Eles começaram a ser chamados de "Os Novos Jonas Brothers", tendo como motivo desta comparação o fato de serem três irmãos que cantam o mesmo estilo da referida banda, e da mesma forma são liderados pelo caçula.

## Nomes, Idades e Instrumentos Musicais
| Nome    | Idade   | Instrumento Musical |
| ------- | ------- | ------------------- |
| Forrest | 15 anos | Vocal               |
| Andre   | 17 anos | Teclado             |
| Alex    | 19 anos | Guitarra            |